# Química medicinal
La química medicinal es una de las consideradas ciencias farmacéuticas, con profundas raíces en la química. Sus objetivos son la identificación, la síntesis y el desarrollo de nuevos compuestos químicos que sean adecuados para el uso terapéutico. Esto incluye el estudio de los fármacos existentes, sus propiedades biológicas y su relación estructura-actividad cuantitativa. También estudia las interacciones cuantitativas entre estas moléculas y sus efectos biológicos (véase relación cuantitativa estructura actividad, QSAR). Las moléculas objeto de estudios son mayoritariamente de naturaleza orgánica e incluso de origen biotecnológico, pero también pueden ser inorgánicas (el cisplatino como anticancerígeno, por ejemplo).[cita requerida]
Los químicos medicinales son indispensables en las fases preclínicas del desarrollo de fármacos, y también como químicos farmacéuticos en el control de calidad de los mismos.[cita requerida]

## Características
Se trata de una disciplina muy profunda y compleja que combina conocimientos de química orgánica, química-física, química combinatoria, bioinformática, bioquímica, farmacodinamia, biofarmacia y farmacocinética. Esta disciplina ha tenido un marcado desarrollo sobre la base de establecer descriptores moleculares y cabezas de serie o prototipos moleculares, para desarrollar nuevas moléculas bioactivas y estableciendo una correlación entre la estructura molecular 3D y los atributos bioactivos de cada estructura, esta ciencia ha permitido asombrosos descubrimientos en cuanto a la implicación de la Química de las moléculas en sus efectos farmacológicos.
La química farmacéutica fundamenta sus conocimientos prácticos en la obtención de compuestos orgánicos utilizados como medicamentos por medio de técnicas de síntesis orgánica. Asimismo la estabilidad de medicamentos en todas sus formas farmacéuticas, las propiedades fisicoquímicas y microbiológicas de sólidos, son competencias abordadas en esta ciencia.

## Relaciones con otras ciencias
La química medicinal es una ciencia altamente interdisciplinaria que combina la química orgánica e  inorgánica con la bioquímica, la química computacional, la farmacología, la farmacognosia, la biología molecular, la estadística y la química física.
Se encarga de estudiar y aplicar todos aquellos conceptos de la química orgánica tradicional al desarrollo de sustancias que pudiesen contribuir de una u otra manera a las ciencias farmacéuticas con respecto a los efectos biológicos que las diversas sustancias químicas, generalmente heterocíclicas, pudiesen tener sobre el organismo humano.

## Orígenes de la química medicinal
Inicialmente su estudio se centró fundamentalmente en las modificaciones químicas simples de moléculas de origen natural, pero la tendencia actual está en el estudio de las interacciones de los fármacos con sus moléculas diana. Esto se debe a la mayor sofisticación de los cabezas de serie, atribuible al desarrollo de la Química Orgánica en las últimas décadas. Sin embargo, más recientemente el gran desarrollo de la Biología Molecular y de la Ingeniería genética ha permitido un estudio detallado de la acción farmacológica de las moléculas diana y de las características del centro activo.
Se suele citar al farmacéutico alemán Constantin Zwenger (1814-1885) como una persona importante en el origen del campo de la química farmacéutica y medicinal.[cita requerida]

## Investigación y descubrimiento de fármacos

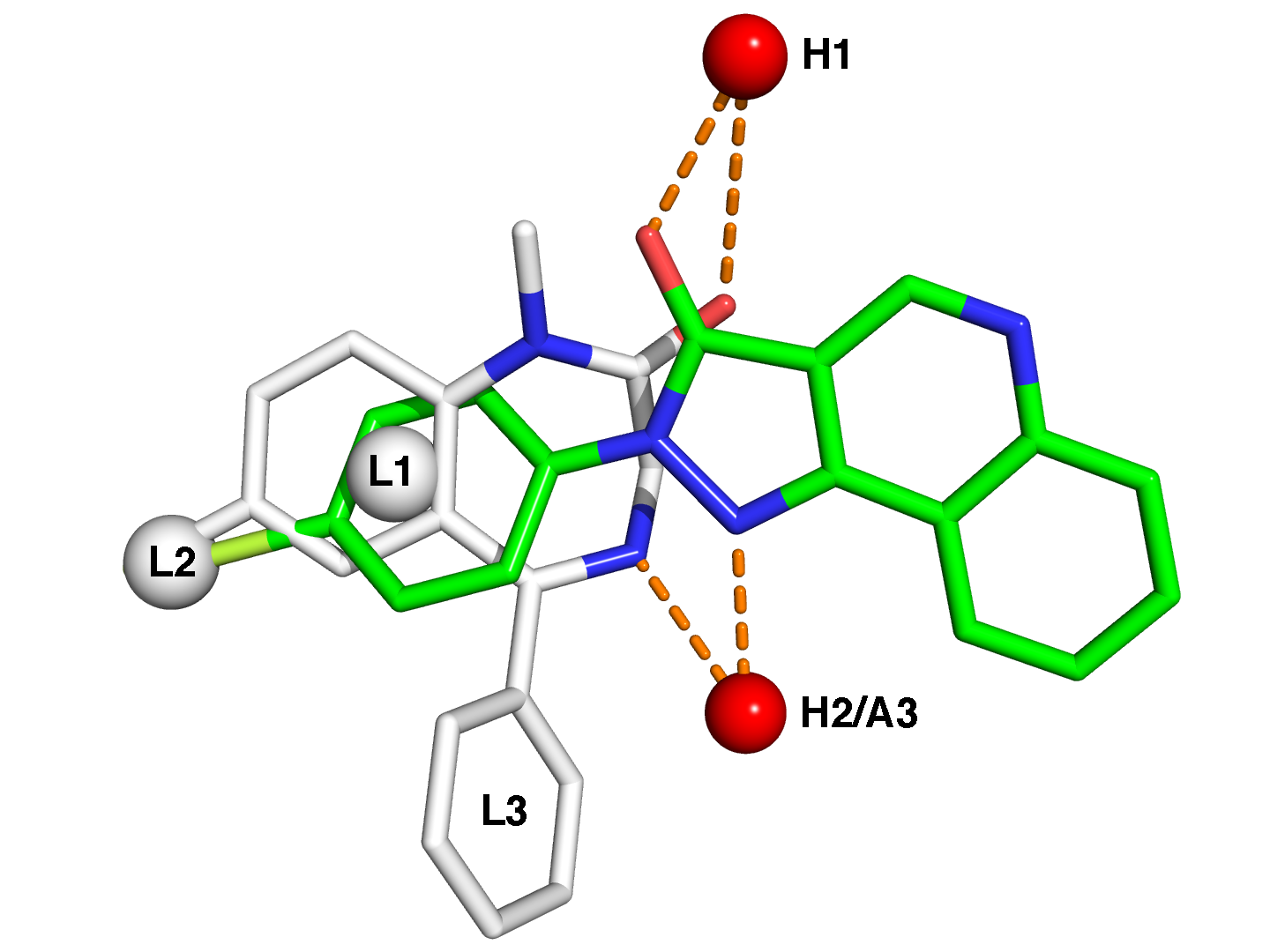
Modelo farmacóforo del sitio de unión de las benzodiazepinas en el receptor GABAA.

### Descubrimiento
El descubrimiento es la identificación de nuevos compuestos químicos activos, a menudo denominados "Hits/éxitos", que suelen encontrarse mediante el ensayo de compuestos para una actividad biológica deseada. Los primeros éxitos pueden provenir de la readaptación de agentes existentes a nuevos procesos patológicos, y de las observaciones de los efectos biológicos de productos naturales nuevos o existentes de bacterias, hongos, plantas, etc. Además, los éxitos también se originan rutinariamente a partir de observaciones estructurales de "fragmentos" de moléculas pequeñas unidas a dianas terapéuticas (enzimas, receptores, etc.), donde los fragmentos sirven como puntos de partida para desarrollar formas químicamente más complejas por síntesis. Por último, los éxitos también se originan regularmente a partir de pruebas "en masa" de compuestos químicos contra dianas biológicas mediante ensayos bioquímicos o quimioprotésicos, en los que los compuestos pueden proceder de nuevas bibliotecas químicas sintéticas de las que se sabe que tienen propiedades particulares (actividad inhibidora de la quinasa, diversidad o similitud con un fármaco, etc.), o de colecciones de compuestos químicos históricos o bibliotecas creadas mediante química combinatoria. Aunque existen varios enfoques para la identificación y el desarrollo de hits, las técnicas más exitosas se basan en la intuición química y biológica desarrollada en entornos de equipo a lo largo de años de práctica rigurosa orientada exclusivamente al descubrimiento de nuevos agentes terapéuticos.

### Búsqueda de candidatos y pistas
Es necesario realizar más análisis químicos, primero para identificar los compuestos de "triaje" que no proporcionan series que muestren un SAR adecuado y características químicas asociadas con un potencial de desarrollo a largo plazo, y luego para mejorar las series de éxitos restantes con respecto a la actividad primaria deseada, así como las actividades secundarias y las propiedades fisicoquímicas, de manera que el agente sea útil cuando se administre en pacientes reales. En este sentido, las modificaciones químicas pueden mejorar las geometrías de reconocimiento y unión (farmacóforo) de los compuestos candidatos, y por tanto sus afinidades por sus dianas, así como mejorar las propiedades fisicoquímicas de la molécula que subyacen a los perfiles farmacocinéticos/ farmacodinámicos (PK/PD) y toxicológicos necesarios (estabilidad frente a la degradación metabólica, ausencia de toxicidades genéticas, hepáticas y cardíacas, etc. ) de manera que el compuesto químico o biológico sea adecuado para su introducción en estudios con animales y humanos.

### Química del proceso y desarrollo
Las etapas finales de la química sintética implican la producción de un compuesto principal en cantidad y calidad adecuadas para permitir la realización de pruebas a gran escala en animales y, posteriormente, de ensayos clínicos en humanos. Esto implica la optimización de la ruta de sintética para la producción industrial a gran escala, y el descubrimiento de la formulación más adecuada del fármaco. La primera de ellas sigue siendo competencia de la química médica, mientras que la segunda conlleva la especialización de la ciencia de la formulación (con sus componentes de química física y de polímeros y ciencia de los materiales).  La especialización de la química sintética en la química médica, destinada a la adaptación y optimización de la ruta sintética para síntesis a escala industrial de cientos de kilogramos o más, se denomina síntesis de proceso, e implica un conocimiento profundo de la práctica sintética aceptable en el contexto de las reacciones a gran escala (termodinámica de la reacción, economía, seguridad, etc.). En esta fase es fundamental la transición a requisitos más estrictos de Buenas prácticas de fabricación (en inglés GMP, Good Manufacturing Practices) para el abastecimiento de materiales, la manipulación y la química.

### Análisis sintético
La metodología sintética empleada en la química farmacéutica está sujeta a restricciones que no se aplican a la síntesis orgánica tradicional. Debido a la perspectiva de escalar la preparación, la seguridad es de suma importancia.  La toxicidad potencial de los reactivos afecta a la metodología.

### Análisis estructural
Las estructuras de los productos farmacéuticos se evalúan de muchas maneras, en parte como medio para predecir la eficacia, la estabilidad y la accesibilidad.  La Regla de cinco de Lipinski se centra en el número de donantes y aceptores de enlaces de hidrógeno, el número de enlaces rotatorios, el área superficial y la lipofilia.  Otros parámetros por los que los químicos medicinales evalúan o clasifican sus compuestos son: la complejidad sintética, la quiralidad, la planicidad y el número de anillos aromáticos.
El análisis estructural de los compuestos principales se realiza a menudo mediante métodos computacionales antes de la síntesis real de los ligandos. Esto se hace por varias razones, entre ellas
pero no se limita a: consideraciones de tiempo y financieras (gastos, etc.). Una vez que se ha sintetizado el ligando de interés en el laboratorio, el análisis se realiza mediante métodos tradicionales
métodos tradicionales (TLC, RMN, GC/MS y otros).

## Diseño racional de fármacos
El diseño racional de nuevos fármacos principales cada vez más tiende a sustituir el enfoque clásico en el que se sintetizan nuevas moléculas basándose en la intuición química de los de los químicos medicinales. Hay muchas razones que han contribuido a la preferencia por el diseño racional en comparación con el enfoque clásico.
1. El avance de la informática, que lleva a la construcción de ordenadores potentes y fáciles de usar;
2. el desarrollo de paquetes estadísticos que pueden utilizar bases de datos que contienen datos teóricos o experimentales que pueden ser sometidos a las relaciones cuantitativas estructura-actividad (QSAR);
3. el desarrollo de nuevas técnicas en los procedimientos experimentales para caracterizar las proteínas y las dianas biológicas (es decir, cristalografía de rayos X y espectroscopia de RMN);
4. las nuevas metodologías en los cálculos teóricos (uso de la Mecánica Molecular (MM), semi-empírica y Mecánica Cuántica (QM) para optimizar la geometría y calcular la energía total del sistema energía total del sistema;
5. el aumento del conocimiento de las bases moleculares de la acción de los fármacos. Gracias a los avances en enzimología, la biología molecular, la farmacocinética y la farmacodinámica; por mencionar sólo algunos campos representativos que han experimentado un enorme desarrollo;
6. la aplicación de búsqueda conformacional (es decir, la Dinámica Molecular (MD) y simulaciones de Monte Carlo (MC));
7. Los estudios que establecen o anticipan las características de Absorción, distribución, metabolismo, excreción y toxicidad (ADMET) también han contribuido significativamente al desarrollo de fármacos.

La más importante característica del diseño racional de fármacos es utilizar de forma positiva todos los conocimientos conocidos  del sistema en estudio para desarrollar una estrategia de descubrimiento de fármacos. Este conocimiento permite reducir el coste de la energía humana, el ahorro de tiempo y los gastos de laboratorio. Para el desarrollo de fármacos es necesaria una base experimental y teórica. Por lo general, los primeros intentos fallidos sirven de retroalimentación para el desarrollo de nuevos fármacos.